# Stanisław Bąkowicz
Stanisław Bąkowicz ps. „Teleman”, „Telemaniak” (ur. 25 grudnia 1943 w Wierzchach) – polski dziennikarz, podróżnik, Radny Rady Narodowej miasta Łodzi (1984–1988).

## Życiorys
Bąkowicz ukończył w 1966 studia historyczne na Wydziale Filozoficzno-Historycznym Uniwersytetu Łódzkiego oraz Studium dla kierowników wycieczek zagranicznych w latach 1969–1971. Pracował jako młodszy redaktor Oddziału Polskiej Agencji Prasowej w Łodzi, a w latach 1977–1990 w „Głosie Robotniczym” jako redaktor oraz kierownik działu kulturalnego oraz korespondent z Afryki Równikowej w 1988. W latach 1990–1994 pracował jako kierownik działu ekonomicznego oraz działu publicystyki w „Głosie Porannym”, gdzie publikował cykl felietonów „Okiem Telemana”. W latach 1991–1997 był członkiem kolegium redakcyjnego „Kroniki” Uniwersytetu Łódzkiego, a od kwietnia 1997 wieloletnim redaktorem naczelnym. Następnie był sekretarzem redakcji dwumiesięczników UE „InfoMove” (1994–1996) i „IMPROVE” (1995–1997). Był korespondentem „Nauki i Przyszłości” (1997–2001), „Spraw Nauki” (od 2002), a od 1998 kierownikiem działu informacji „Trybuny Łódzkiej”. Współpracował z „Prawem i Życiem”, „Przeglądem Technicznym”, „TV Sat Magazynem”, „Łódzką Rozgłośnią Polskiego Radia”, „Odgłosami”, „Karuzelą”, „Tygodnikiem Łódzkim PARADA”, gdzie publikował cykl felietonów „Migotanie na Ekranie”. Jest autorem ponad 500 zagranicznych reportaży i kilkudziesięciu fotoreportaży.
Był prezesem Klubu Dziennikarza w Łodzi (1982–1988). Jest członkiem Stowarzyszenia Dziennikarzy Polskich, jako korespondent odbył około 60 zagranicznych wyjazdów, odwiedzając około 40 krajów Europy, Afryki i Azji, w tym m.in. w wyprawie naukowej Uniwersytetu Łódzkiego na pokładzie Zygmunta Augusta w 1988. W latach 1984–1988 był radnym Rady Narodowej miasta Łodzi.
Redagowana przez niego „Kronika” w ogólnopolskim konkursie warszawskiej agencji doradczej i wydawniczej Agape zdobyła II nagrodę w kategorii pism branżowych w 2010 roku.

### Twórczość
Jest autorem słuchowisk radiowych: „Podrywacz”, „Gaja”, „Antygrawitron (s-f)”, a także książek: „Mój uniwersytet” (2008), „Powrót do Afryki” (2011), „Karabin i Katedra” (2012) oraz współautorem książek: „Kluba i inni” (2007) i „Łódzkie media dawniej i dziś” (2012).

## Nagrody
- Nagroda Prezesa Robotniczej Spółdzielni Wydawniczej „Prasa-Książka-Ruch” (1982, 1983, 1984, 1986)[1].